# Bunji Kimura
Bunji Kimura (木村 文治 Kimura Bunji?), född 27 juli 1944 i Kyoto prefektur, är en japansk före detta fotbollsspelare och tränare.
Kimura började sin karriär 1968 i Yanmar Diesel. Med Yanmar Diesel vann han japanska ligan 1971 och japanska cupen 1968, 1970. Han avslutade karriären 1973.
Kimura har efter den aktiva karriären verkat som tränare och har tränat J1 League-klubbar, Yokohama Flügels och Kyoto Purple Sanga (Kyoto Shiko).